# NGC 5893
NGC 5893 est une galaxie spirale barrée située dans la constellation du Bouvier. Sa vitesse par rapport au fond diffus cosmologique est de 5 495 ± 8 km/s, ce qui correspond à une distance de Hubble de 81,1 ± 5,7 Mpc (∼265 millions d'al). NGC 5893 a été découverte par l'astronome germano-britannique William Herschel en 1787.
La classe de luminosité de NGC 5893 est II et elle présente une large raie HI.
À ce jour, une mesure non basée sur le décalage vers le rouge (redshift) donne une distance d'environ 72,000 Mpc (∼235 millions d'al). Cette valeur est légèrement à l'extérieur des valeurs de la distance de Hubble. Notons cependant que c'est avec la valeur moyenne des mesures indépendantes, lorsqu'elles existent, que la base de données NASA/IPAC calcule le diamètre d'une galaxie et qu'en conséquence le diamètre de NGC 5893 pourrait être d'environ 33,2 kpc (∼108 000 al) si on utilisait la distance de Hubble pour le calculer.